# Улица Академика Бакулева
У́лица Акаде́мика Ба́кулева (название с 1980 года) — улица в Юго-Западном административном округе города Москвы на территории района Тёплый Стан. Начинается от улицы Островитянова и тянется вдоль ландшафтного заказника «Теплый Стан» до Ленинского проспекта.
Нумерация домов начинается от улицы Островитянова.

## Происхождение названия
Названа 26 ноября 1980 года в честь академика А. Н. Бакулева, одного из основоположников отечественной сердечно-сосудистой хирургии.
На домах № 2 и № 12 установлены мемориальные доски.

## История
Улица возникла в середине 1970-х годов при застройке 9-го микрорайона Тёплого Стана на землях бывшего села Богородское. Является границей микрорайона и ландшафтного заказника «Теплый Стан», вход в который находится в начале улицы. В ноябре 2020 года улица была продлена за счёт Проектируемого проезда № 5504 до Ленинского проспекта.

## Здания и сооружения
По нечётной стороне: д. 5 — ДЮСШ «Юность», д. 3 — санаторий-профилакторий Московского завода по обработке специальных сплавов.
По чётной стороне: д. 16 — ОВД Тёплый стан, д. 18 — городская поликлиника № 203, д. 20 — Центр образования № 109.

## Транспорт
По улице проходят автобусы 712, 718 и в конце этой улицы расположена их общая конечная остановка. В конце улицы на пересечении с Ленинским проспектом расположена станция Сокольнической линии метро «Тропарёво».